# Willy Cruz
Wilfredo "Willy" Buencamino Cruz (Manilla, 30 januari 1947 – Quezon City, 17 april 2017) was een Filipijns songwriter en muziekproducent. Hij was songrwiter voor diverse Filipijnse zangers en schreef de titelsongs van meer dan 100 Filipijnse films. Cruz werd voor zijn muziek veelvuldig onderscheiden.

## Biografie
Cruz was afkomstig uit een familie met verscheidene muzikanten, zoals zijn grootvader Francisco Buencamino, Lorrie Ilustre, Nonong Buencamino en zijn nicht pianist Cecile Licad. Hij kreeg pianoles van Rosario Licad, de moeder van Cecile Licad. Na verloop van tijd legde hij zich toe op popmuziek. Cruz was in jaren 60 muzikaal directeur van Ambivalent Crowd van Ateneo de Manila University. In de jaren 70 was hij directeur van Jem Recording Corporation en produceerde hij in die hoedanigheid albums van onder anderen Hajji Alejandro, Apo Hiking Society, Janet Basco, Mike Hanopol en Jacqui Magno.
Cruz begon begin jaren 70 met het componeren van muziek voor televisiecommercials. Ook schreef hij titelmuziek voor Filipijnse films. Zijn compositie Araw-araw Gabi-gabi uit 1975 werd zijn grote doorbraak. Met dit nummer won Cruz de eerste prijs op het World Popular Song Festival. Ook won hij met het nummer in 1976 een FAMAS Award voor beste titelsong. Nadien schreef Cruz de titelmuziek van meer dan honderd films. Nog viermaal won hij een FAMAS-award met zijn muziek voor Bukas luluhod ang mga tala (1985), Pahiram ng isang umaga (tweemaal in 1990) en Hanggang kailan kita mamahalin? (1998).
Cruz schreef muziek voor een keur aan Filipijnse artiesten. Zo was hij onder meer verantwoordelijk voor I'll Never Say Goodbye en Doong Lang van Nonoy Ziñiga, Kahit Na en Sana’y Maghintay ang Walang Hanggan van Zsa Zsa Padilla en Pangarap na Bituin, Bituing Walang Ningning en Sana’y Wala Nang Wakas van Sharon Cuneta. Het nummer Never Say Goodbye was de grote doorbraak van Nonoy Ziñiga en werd later nog door verschillende andere artiesten uitgevoerd, zoals door Regine Velasquez.
Cruz overleed in 2017 op 70-jarige leeftijd.